# Émile Speller
Émile Speller (Niederanven, 7 de octubre de 1875 - Luxemburgo, 17 de enero de 1952) fue un oficial luxemburgués, comandante del Cuerpo de Gendarmes y Voluntarios (Corps des Gendarmes et Volontaires) durante la invasión alemana de Luxemburgo en la Segunda Guerra Mundial. También se desempeñó como ayudante de campo de varios miembros de la Gran Familia Ducal a lo largo de su carrera y chambelán de la corte Gran Ducal.

## Biografía
Émile Speller nació el 7 de octubre de 1875 en Niederanven. El 1 de junio de 1902 comenzó su servicio en la Corte Gran Ducal, siendo nombrado ayudante por Adolphe, gran duque de Luxemburgo. Posteriormente sirvió como ayudante de campo del gran duque Guillermo, Gran Duquesa regente Marie Anna, gran duquesa Marie-Adélaïde, y la gran duquesa Carlota. El 12 de enero de 1927, fue ascendido al rango de capitán.
El 25 de febrero de 1937 fue nombrado comandante mayor del Corps des Gendarmes et Volontaires. El 30 de abril de 1937, fue designado por orden ministerial presidente de la comisión supervisora de la educación forestal. El 2 de febrero de 1938 fue nombrado miembro del Alto Tribunal Militar de Luxemburgo.
El comandante Speller reorganizó las tropas de Luxemburgo el 24 de febrero de 1939. Todavía se desempeñó como comandante de la fuerza durante la invasión alemana de Luxemburgo el 10 de mayo de 1940. La mayoría de los soldados no participaron en la lucha, ya que solo los que se ofrecieron como voluntarios para la guardia estaban estacionados a lo largo de la frontera. El resto permaneció en sus cuarteles, dejando la defensa del país a la Gendarmería Gran Ducal. Las bajas totales ascendieron a seis gendarmes y un soldado herido. Veintidós soldados (seis oficiales y dieciséis suboficiales) y 54 gendarmes fueron capturados.
Después de la invasión, fue encarcelado brevemente por la Gestapo. Fue puesto en libertad, pero vigilado de cerca durante el resto de la ocupación. El 3 de marzo de 1945, el gobierno reformado de Luxemburgo nombró a Speller a la Junta de Pensiones de 1945 para el Ejército.
 El 7 de octubre, el gobierno reconoció retroactivamente la renuncia de Speller, en vigor exactamente cinco años antes. El 9 de agosto de 1946 se le concedió el título de coronel honorífico.
continuó su servicio al gobierno como chambelán de la Corte Gran Ducal. Murió en su casa en la ciudad de Luxemburgo el 17 de enero de 1952 tras una larga enfermedad.